# 黑石瞳
黑石瞳（黒石 ひとみ），是日本石川縣金澤市出身的作詞家、作曲家。血型爲B型。簽約唱片公司爲Kim Studio。以歌手身份活動時使用的名字是Hitomi（Avex旗下hitomi另有其人），曾與另兩名音樂家組成女子音樂組合Dolce Triade。

## 簡介
演唱過很多印象深刻的動畫歌曲，如動畫Code Geass 反叛的魯路修系列的插入曲。

## 相關作品
星猫フルハウス （OVA ARTLAND 1989年）
- 片頭曲「GALACTIC ECSTASY 」（歌：LISP、黑石瞳 作詞：石黑昇 作曲、編曲：黑石瞳）
- 静かの海のルンバ （歌：LISP、黑石瞳 作詞：石黑昇 作曲：黑石瞳 編曲：黑石瞳）
- そして全てが終り （歌：LISP、黑石瞳 作詞：石黑昇 作曲：黑石瞳 編曲：長岡成貢）
- 瞳の中へ （歌：LISP、黑石瞳 作詞：石黑昇 作曲：MILK 編曲：黑石瞳）
- 秘密のDARK PIRATES （歌：LISP、黑石瞳 作詞：石黑昇 作曲、編曲：和田薫）
- 銀色の河 （歌：LISP、黑石瞳 作詞：石黑昇 作曲：MILK 編曲：黑石瞳）

 朱鷺色怪魔 （1989年）
- 片尾曲「クリスタルライブ」 （歌：鈴宮和由 作詞：鈴宮和由 作曲：黑石瞳 編曲：黑石瞳、渡辺格）

 WARASHI 
- 片頭曲「Tell Me」（歌：亜里香 作詞、作曲、編曲：黑石瞳）
- 片尾曲「女神たちのRevolution」（歌：亜里香 作詞、作曲、編曲：黑石瞳）

 戦国武将列伝 爆風童子ヒッサツマン （1990年）
- 片頭曲「微笑から始めたい」 （歌：立花理佐 作詞、作曲、編曲：黑石瞳）
- 片尾曲「本気～Stay with me～」 （歌：立花理佐 作詞、作曲、編曲：黑石瞳）

 白鳥麗子でございます! （1990年）
- 片頭曲「ハートが危ない!」（歌：立花理佐 作詞、作曲、編曲：黑石瞳）
- All My Life （歌：Hitomi 作詞：Sherri Michael 作曲、編曲：黑石瞳）
- Special to Me （歌：Hitomi 作詞：Sherri Michael 作曲、編曲：黑石瞳）
- Don't Stop Love （歌：Hitomi 作詞：Sherri Michael 作曲、編曲：黑石瞳）
- 片尾曲「不思議なDestiny」（歌：立花理佐 作詞、作曲、編曲：黑石瞳）

 小林幸子 天命燃ゆ （1990年）
- 天命燃ゆ （歌：小林幸子 作詞、作曲、編曲：黑石瞳）
- 七夕慕情 （歌：小林幸子 作詞、作曲、編曲：黑石瞳）

 Doki Doki ヴァージン もういちど I LOVE YOU （1990年 にっかつビデオ 主演：中山忍 監督：中原俊）
- 音楽担当

 みんなのうた 
- チーちゃんのひみつ（1991年）
- キッチンレディー（1995年）

 テレビで話そう （1995年）
- 心だけはそばに（MXテレビ開局から始まった「テレビで話そう」主題歌）

 美しの里 （CD ケイ·アイ·エム 2001年）
- 葉祥明の絵本「美しの里」のイメージCD（音楽、歌）

 ベイベーばあちゃん （2002年）
- 片尾曲「Everybody~地図のない旅」（歌：ほのか 作詞：Honoka 黑石瞳 編曲：黑石瞳）

 惑星奇航 （2003年）
- A secret of the moon （歌：Hitomi 作詞、作曲、編曲：黑石瞳）
- PLANETES[affettuosso] （歌：Hitomi 作詞、作曲、編曲：黑石瞳）
- PLANETES[arioso] （演奏：山本由紀 作曲：黑石瞳）
- 最終回片尾曲「PLANETES」（歌：Hitomi 作詞、作曲、編曲：黑石瞳）

 最終流放 （2003年）
- Over The Sky （歌：Hitomi 作詞、作曲、編曲：黑石瞳）
- Rays Of Hope （歌：Hitomi 作詞、作曲、編曲：黑石瞳）

（參照2003Dolce Triade作品）
 槍與劍 （2005年）
- La Speranza （歌：Hitomi 作詞、作曲：黑石瞳 編曲：高野寛）
- 片尾曲「Paradiso」（歌：Hitomi 作詞、作曲、編曲：黑石瞳）

 ブルー·バード·ブルー （CD ケイ·アイ·エム 2005年）
- 葉祥明の絵本「クレストンの青い鳥」のイメージCD（音楽、歌担当）

 Code Geass 反叛的魯路修 （2006年）
- Stories （歌：Hitomi 作詞、作曲、編曲：黑石瞳）
- Stream of Consciousness （作曲、編曲：黑石瞳）
- The First Signature （作曲、編曲：黑石瞳）
- Strange Girl （作曲、編曲：黑石瞳）
- Masquerade （歌：Hitomi 作詞、作曲、編曲：黑石瞳）
- Awakening of the Child （作曲、編曲：黑石瞳）
- Stray Cat （作曲、編曲：黑石瞳）
- With You （作曲、編曲：黑石瞳）
- Alone （歌：Hitomi 作詞、作曲、編曲：黑石瞳）
- Baked Words （作曲、編曲：黑石瞳）
- Innocent Days （歌：Hitomi 作詞、作曲、編曲：黑石瞳）
- REINCARNATION （歌：C.C.（野上尤加奈） 作詞、作曲、編曲：黑石瞳）
- 晴れのち夏の雨 （歌：シャーリー（折笠富美子） 作詞：黑石瞳 作曲：中野定博 編曲：中野定博）
- プラチナ·ソウル （歌：カレン（小清水亜美） 作詞：黑石瞳 作曲：中野定博 編曲：中野定博）
- Dear My Friend （歌：ミレイ（大原沙耶香） 作詞：黑石瞳 作曲：中野定博 編曲：中野定博）
- 優しい世界 （歌：ナナリー（名塚佳織） 作詞、作曲、編曲：黑石瞳）

 WALKING TOUR （絵本+CD 学研 2006年）
- 学研の絵本「WALKING TOUR」附錄CD收錄イメージソング·Flash（音樂、旁白）
- Walking Tour （歌：Hitomi/作詞、作曲、編曲：黑石瞳）
- Walking Tour （Airy Mix） （歌：Hitomi/作詞、作曲、編曲：黑石瞳）
- Endless Journey （歌：Hitomi/作詞、作曲、編曲：黑石瞳）

 Code Geass 反叛的魯路修 R2 （2008年）
- Sensibility （歌：Hitomi 作詞、作曲、編曲：黑石瞳）
- Memory of 0 （作曲、編曲：黑石瞳）
- Across the Borderline （作曲、編曲：黑石瞳）
- World Depression （作曲、編曲：黑石瞳）
- Super Natural （作曲、編曲：黑石瞳）
- Love is Justice （作曲、編曲：黑石瞳）
- Death Work （作曲、編曲：黑石瞳）
- Lullaby of M （歌：Hitomi 作詞、作曲、編曲：黑石瞳）
- If I were a Bird （作曲、編曲：黑石瞳）
- 僕は、鳥になる。 （歌：Hitomi 作詞、作曲、編曲：黑石瞳）
- Cheese（作曲、編曲：黑石瞳）
- Pure Feelings（作曲、編曲：黑石瞳）
- Memory Museum（作曲、編曲：黑石瞳）
- Nunnally（作曲、編曲：黑石瞳）
- Birthplace（作曲、編曲：黑石瞳）
- Continued Story （歌：Hitomi 作詞、作曲、編曲:黑石瞳）
- CONNECT （歌：C.C.（野上尤加奈） 作詞、作曲、編曲：黑石瞳）
- アラベスク （歌：ロロ（水島大宙） 作詞：黑石瞳 作曲：中野定博 編曲：中野定博）
- REGENERATION （歌：ルルーシュ（福山潤） 作詞：黑石瞳 作曲：中野定博 編曲：中野定博）
- One More Chance（歌：カレン（小清水亜美） 作詞：黑石瞳 作曲：中野定博 編曲：中野定博）
- 天子的憲法四条 （歌：天子（松元環季） 作詞：黑石瞳 作曲：中野定博 編曲：中野定博）
- 星夜 （歌：天子（松元環季） 作詞、作曲、編曲：黑石瞳）

 香格里拉 （2009年）
- 片尾曲「はじまりの朝に光あれ。」（作詞、作曲、編曲：黑石瞳、歌：midori）
- 片尾曲「月に隠せし蝶の夢」（作詞、作曲、編曲：黑石瞳、歌：midori）
- 插入曲「オレンジかんだら」（第12話）（作詞、作曲、編曲：黑石瞳 歌：マジカルギーナ（松元環季）

 青蛙軍曹 （2010年）
- 片尾曲「くっつけはっつけワンダーランド」（作詞、作曲、編曲：黑石瞳 歌：松元環季）

 美しの里（ロッキー山脈編）～The Breaths of Glacier （2011年）
 海のトワイライトゾーン （2011年）
- 片頭曲「地球に生まれて」（作詞、作曲、編曲：黑石瞳）
- 片尾曲「魚になれた日」（作詞、作曲、編曲：黑石瞳）

 最後流亡-銀翼的飛夢- （2011年）
- 片尾曲「Starboard」（作詞、作曲、編曲：黑石瞳 歌：Hitomi）

 八犬傳－東方八犬異聞－ （2013年）
- 音乐监督及背景音乐歌曲BGM制作

 龙 RYO- （2013年）
- 音乐监督及背景音乐歌曲BGM制作

## 專輯作品
美しの里 
- 美しの里
- 風色の稜線
- やすらぎが降りてくる午後
- 愛へのトビラ
- やさしさの波紋
- さまよう途
- 天空に守られて
- 桃の谷
- 光と静寂のデュオ
- 美しの里（Windy Version）
- 古代からの贈り物
- 奇跡の地～LEGEND OF PEACH VALLEY

 LEGEND OF PEACH VALLEY （英語版） 
 美しの里　The World of Beauty 
 The World of Beauty（英語版） 
 美しの里〜四季〜/美しの里プロジェクト 
- 幸せの水鏡
- 待ち春の森
- 君に贈る歌
- 太陽の子守歌
- 桜花火
- 美しの里
- 風と大地のボレロ
- 宵待月
- あした見る夢
- 萩の花咲く頃
- 夕暮れのミュージアム
- 雪の回廊

 Blue Bird Blue 
- Fly High
- ありのままで
- Anything for you
- Bird of Paradise
- Blue Bird's Song
- Reflections on the sea
- 世界に降る朝
- It's a big bad world
- あなただけへのLove Song
- Fly High (Piano Solo)
- 美しの里 -The World of Beauty- (New Version)

 Angel Feather Voice （2008年8月13日發售）
- Innocent Days
- Alone
- Stories
- Masquerade
※以上出自Code Geass 反叛的魯路修
- La Speranza
- Paradiso
※以上出自槍與劍
- PLANETES
- A secret of the moon
※以上出自惑星奇航
- A New World Has Come
- Rays Of Hope
- Prayer For Love
- Requiem In The Air
- Over The Sky
※以上出自最終流放
- PLANETES[cadenza]
※附贈曲，惑星奇航最終話版本

Angel Feather Voice 2（2011年12月21日発売）
1. Continued Story　『コードギアス 反逆のルルーシュR2　O.S.T.2』
2. 天への祈り　『香格里拉　O.S.T.2』
3. 胡鳥夢幻　『香格里拉　O.S.T.』
4. Sensibility　『コードギアス 反逆のルルーシュR2　O.S.T.』
5. 僕は、鳥になる。　『コードギアス 反逆のルルーシュR2　O.S.T.2』
6. With You 　『コードギアス 反逆のルルーシュO.S.T.2』
7. はじまりの朝に光あれ。 <セルフカバーver.> 　『シャングリ・ラ　O.S.T.』
8. 耳飾りの約束　『シャングリ・ラ　O.S.T.』
9. Strange Girl <Remix>　『コードギアス 反逆のルルーシュR2　O.S.T.２』
10. Lullaby of M 　『コードギアス 反逆のルルーシュR2　O.S.T.』
11. 月に隠せし蝶の夢 <セルフカバーver.>　『香格里拉　O.S.T.2』
12. PLANETES [affettuoso]　『プラネテス O.S.T.2』
13. Starboard <Angel Feather Ver.>
14. Lost Friend　<Remix> 　『ラストエグザイル O.S.T.』
15. Nunnally　　『コードギアス 反逆のルルーシュR2　O.S.T.２』
16. シャングリ・ラを目指して 　『香格里拉　O.S.T.』
17. Over　The　Sky <Angel Feather Ver.>　 『ラストエグザイル O.S.T.』

## 資料來源
1. ↑  . utsukushinosato.jp.   [2016-01-12]. （原始内容存档于2021-02-18）.
2. ↑  . 動畫新聞網.   [2016-01-12]. （原始内容存档于2021-04-20）.
3. ↑  .   [2011-01-17]. （原始内容存档于2021-02-13）.（日語）

## 外部連結
- 黒石ひとみ（Hitomi）｜オフィシャル・ホームページ （页面存档备份，存于）
- 黒石ひとみ（Hitomi）｜オフィシャルECサイト （页面存档备份，存于）
- 黒石ひとみ（Hitomi）｜公式ホームページ　〜音の波動で健康で美しい毎日を〜 （页面存档备份，存于）
- 黒石ひとみ（Hitomi）｜Angel Feather Voice （页面存档备份，存于）
- 黒石ひとみ（Hitomi）｜@Victor Entertainment （页面存档备份，存于） ※アーティスト情報ページ